# Негосавље
Негосавље је насеље у Србији у општини Медвеђа у Јабланичком округу. Према попису из 2022. било је 391 становник.
Овде се налазе Запис Лазаревића крушка (Негосавље), Запис Филиповића цер (Негосавље) и Запис Николића цер (Негосавље).

## Демографија
У насељу Негосавље живи 327 пунолетних становника, а просечна старост становништва износи 37,9 година (36,4 код мушкараца и 39,4 код жена). У насељу има 139 домаћинстава, а просечан број чланова по домаћинству је 3,06.
Ово насеље је великим делом насељено Србима (према попису из 2002. године).
|  |

| Демографија | Демографија | Демографија |
| Година      | Становника  | Становника  |
| ----------- | ----------- | ----------- |
| 1948.       | 369         |             |
| 1953.       | 415         |             |
| 1961.       | 417         |             |
| 1971.       | 396         |             |
| 1981.       | 378         |             |
| 1991.       | 473         | 455         |
| 2002.       | 426         | 438         |
| 2011.       | 413         |             |
| 2022.       | 391         |             |

| Етнички састав према попису из 2002.‍ | Етнички састав према попису из 2002.‍ | Етнички састав према попису из 2002.‍ | Етнички састав према попису из 2002.‍ | Етнички састав према попису из 2002.‍ |
| ------------------------------------ | ------------------------------------ | ------------------------------------ | ------------------------------------ | ------------------------------------ |
|                                      |                                      |                                      |                                      |                                      |
| Срби                                 | Срби                                 |                                      | 416                                  | 97,65%                               |
| Црногорци                            | Црногорци                            |                                      | 1                                    | 0,23%                                |
| Хрвати                               | Хрвати                               |                                      | 1                                    | 0,23%                                |
| Роми                                 | Роми                                 |                                      | 1                                    | 0,23%                                |
| непознато                            | непознато                            |                                      | 1                                    | 0,23%                                |

| Година пописа     | 1948. | 1953. | 1961. | 1971. | 1981. | 1991. | 2002. |
| ----------------- | ----- | ----- | ----- | ----- | ----- | ----- | ----- |
| Број домаћинстава | 63    | 70    | 91    | 93    | 99    | 138   | 139   |

| Број чланова      | 1  | 2  | 3  | 4  | 5  | 6 | 7 | 8 | 9 | 10 и више | Просек |
| ----------------- | -- | -- | -- | -- | -- | - | - | - | - | --------- | ------ |
| Број домаћинстава | 22 | 40 | 25 | 24 | 17 | 9 | 2 | 0 | 0 | 0         | 3,06   |

| Пол    | Укупно | Неожењен/Неудата | Ожењен/Удата | Удовац/Удовица | Разведен/Разведена | Непознато |
| ------ | ------ | ---------------- | ------------ | -------------- | ------------------ | --------- |
| Мушки  | 181    | 63               | 109          | 7              | 2                  | 0         |
| Женски | 180    | 38               | 123          | 19             | 0                  | 0         |
| УКУПНО | 361    | 101              | 232          | 26             | 2                  | 0         |

| Пол    | Укупно                    | Пољопривреда, лов и шумарство | Рибарство                            | Вађење руде и камена | Прерађивачка индустрија       |
| ------ | ------------------------- | ----------------------------- | ------------------------------------ | -------------------- | ----------------------------- |
| Мушки  | 89                        | 7                             | 0                                    | 21                   | 15                            |
| Женски | 52                        | 2                             | 0                                    | 4                    | 15                            |
| УКУПНО | 141                       | 9                             | 0                                    | 25                   | 30                            |
| Пол    | Производња и снабдевање   | Грађевинарство                | Трговина                             | Хотели и ресторани   | Саобраћај, складиштење и везе |
| Мушки  | 2                         | 9                             | 8                                    | 1                    | 2                             |
| Женски | 0                         | 1                             | 12                                   | 1                    | 1                             |
| УКУПНО | 2                         | 10                            | 20                                   | 2                    | 3                             |
| Пол    | Финансијско посредовање   | Некретнине                    | Државна управа и одбрана             | Образовање           | Здравствени и социјални рад   |
| Мушки  | 0                         | 0                             | 8                                    | 4                    | 5                             |
| Женски | 0                         | 0                             | 6                                    | 2                    | 7                             |
| УКУПНО | 0                         | 0                             | 14                                   | 6                    | 12                            |
| Пол    | Остале услужне активности | Приватна домаћинства          | Екстериторијалне организације и тела | Непознато            | Непознато                     |
| Мушки  | 3                         | 0                             | 0                                    | 4                    | 4                             |
| Женски | 0                         | 0                             | 0                                    | 1                    | 1                             |
| УКУПНО | 3                         | 0                             | 0                                    | 5                    | 5                             |